# Balada Sertaneja
Balada Sertaneja  es el primer álbum en solitario del cantante y compositor brasileño Michel Teló . Lanzado en 2009 por Som Livre , siendo producido por Iván Myazato. El álbum contó con sólo dos sencillos , "Ei, Psiu! Beijo Me Liga" e "Amanhã Sei Lá".

## Lista de canciones
1. "Larga de Bobeira"
2. "Ei, Psiu! Beijo Me Liga"
3. "Faz de Difícil"
4. "Orelhão"
5. "Amanhã Sei Lá"
6. "Seu Coração Não Tem Dó do Meu / Eu Hoje Entrego Os Pontos"
7. "Ponto Certo"
8. "Gotas de Água Doce"
9. "Explodiu"
10. "Você Vai Pirar"
11. "Horizonte"
12. "Balada Sertaneja"
13. "Cai Na Real / Não Olhe Assim"
14. "Assume Logo"
15. "Cilada"
16. "Pai, Mãe"